# Faschó József
Luvcsinai Faschó József (Arad, 1795. március 11. – Bécs, 1866. január 14.) királyi tanácsos, országgyűlési követ, udvari tanácsos.

## Élete
Királyi tanácsos és aranysarkantyús lovag, 1830-ban országgyűlési követ volt. 1841-ben kinevezték a királyi váltó törvényszék számfeletti ülnökévé. 1845-ben Arad vármegye főispáni helytartója volt. 1855. október 4-én a 3. osztályú Vaskorona-rend érdemjelével tüntették ki.

## Munkája
Arad vármegyének 1845. aug. 18. tartott közgyűlésén, midőn… a nevezett megyének főispáni székét mint helytartó elfoglalá, mondott beszéde. Arad. (Mossoczy Institoris János főjegyző beszédével együtt.)